# جبل سامساري
جبل سامساري (بالجورجية: სამსარი) هو أحد قمم سلسلة جبال “أبول-سامساري” في جنوب جورجيا. يصل ارتفاع الجبل إلى 3,285 متر (أو 10,778 قدم) فوق مستوى سطح البحر. يمثل جبل “سامساري” مخروطًا بركانيًا، يوجد داخله حوض بركاني (كالديرا) بقطر 3 كيلومترات (أو 1.9 ميل)، ويحيط به سلسلة جبلية شبه دائرية. ترتبط تكوين الكلدرا بأنظمة الفوالق المحلية. يتم تغطية قاع الكالديرا بالصخور والحطام الجليدي بالإضافة إلى بعض البحيرات الصغيرة، ويحتوي على تكوينات البركان الكارستية. يحتوي حافة الكالديرا على آثار للتجلد السابق، بما في ذلك السيركس. يتكون الجبل من الأنديزيت، والداسيت، والرايوليت. والمنحدرات الرئيسية لـ “سامساري” خالية في الغالب من النباتات. وتشكلت الكالديرا تقريبًا قبل 200 ألف سنة.